# Fortidens Skygge (film fra 2012)
 For alternative betydninger, se Fortidens Skygge. (Se også artikler, som begynder med Fortidens Skygge)
Fortidens Skygge er en dansk kortfilm fra 2012 instrueret af Reem Mahamoud og efter manuskript af Sasja Krogh.

## Handling
Teenageren Mynte lider i stilhed over sin fars død, og lader sine frustrationer få afløb gennem daglige fantasier. Dette er til stor bekymring for hendes moder, der gang på gang forsøger at konfrontere hende med hendes tab. Dog finder Mynte håb fra en udefrastående og uventet kant.